# Catfish and the Bottlemen
Catfish and the Bottlemen es una banda de rock galesa formada en 2007 por el actual vocalista y guitarrista de la misma (Van McCann) en Llandudno en Gales del Norte. El nombre de la banda tiene su origen en la infancia de McCann (ya que pasó los dos primeros años de su vida viajando por Australia) y su primer recuerdo musical era un artista callejero que se hacía llamar Catfish the Bottleman, a quien vio en uno de sus viajes. Él tocaba una hilera de botellas, como si estuviera ebrio. Van McCann modificó el nombre, pasando este a ser Catfish and the Bottlemen.
En 2016, recibieron el galardón artista revelación británico en los Brit Awards. La banda ha tocado en América del Norte y América Latina, Japón, Reino Unido, Europa y Australia. También han tocado en varios festivales incluyendo Lollapalooza, Glastonbury, Latitude, Community Festival, Reading and Leeds, T in the Park, Governors Ball y Bonnaroo.

## Biografía

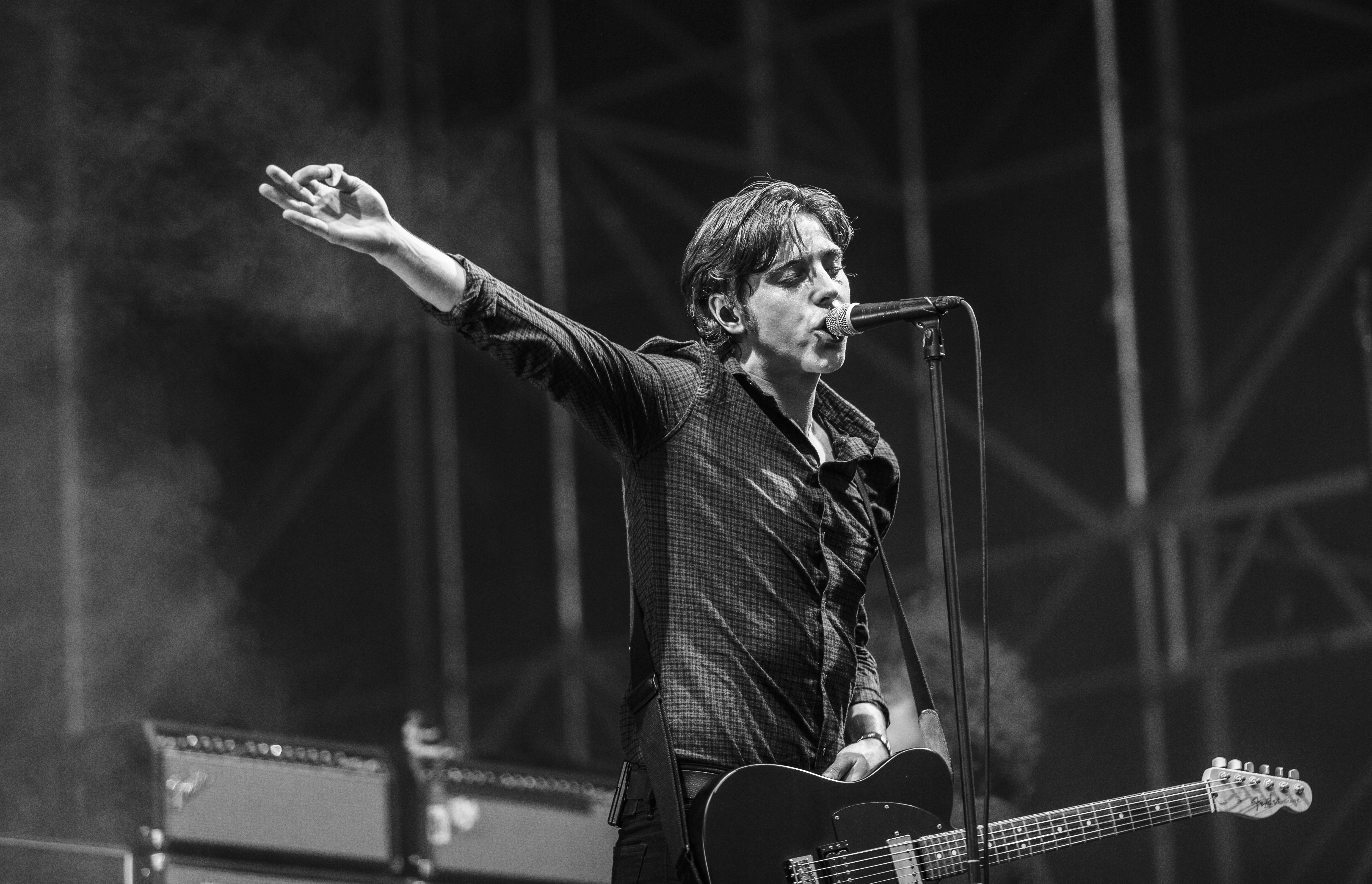
Van McCann en el Festival Internacional de Benicasim de 2016

### Inicios
Ryan Evan «Van» McCann nació en Widnes, Chesire, Reino Unido y se mudó a Gales durante su infancia. En abril de 2007, fundó una banda llamada The Prestige con el guitarrista Bill Bibby (el hermano mayor de su mejor amigo) y el bajista Benji Blakeway.
La banda comenzó versionando a The Beatles antes de componer sus propias canciones en casa de la familia McCann. Durante ese mismo año, su batería original Jon Barr fue sustituido por Robert «Bob» Hall. En 2009, pasaron a llamarse Catfish and the Bottlemen.
En agosto de 2014, la formación actual se completó al ser sustituido Bibby por Johnny «Bondy» Bond.

### 2013 - 2016:The Balcony
La banda firmó con Communion Records en 2013, y lanzó sus tres primeros sencillos Homesick, Rango y Pacifier ese año. En 2014, la banda firmó con Island Records, y el 17 de marzo lanzó su siguiente sencillo Kathleen, producido por Jim Abbiss. Kathleen fue número en el ranking de MTV de canciones más populares en abril de 2014.
En el verano de 2014, Catfish and the Bottlemen tocó en más de 30 festivales en el Reino Unido y Europa.
El 19 de junio de 2014, la banda comunicó el lanzamiento de su primer álbum The Balcony, que fue publicado el 15 de septiembre de 2014. Poco después, la banda también anunció una gira por Reino Unido. El álbum llegó al número 10 en el UK Albums Chart en la semana que terminó el 27 de septiembre de 2014.
Ganaron el Premio BBC Introducing en los primeros Premios de la Música de la BBC en diciembre de 2014.
El álbum The Balcony fue lanzado en los EE. UU. el 6 de enero de 2015.
En una entrevista con WOW247, McCann mencionó que la banda tiene «tres discos ya escritos». Él afirmó estar «más emocionado por el segundo álbum que por el primero, porque la carga de trabajo se hace ahora» .
El 16 de febrero de 2016, la banda se presentó en el Programa de BBC Radio 1 (presentado por Annie Mac) para dar estreno mundial a su nuevo sencillo Soundcheck. Esta fue su primera canción tras la publicación de su álbum debut The Balcony. McCann dijo que el segundo álbum de la banda saldría antes del verano. El vocalista también comparó el disco debut con un artista «telonero», siendo este segundo álbum «el cabeza de cartel».

### 2016 - actualidad:The Ride
El grupo anunció el título de su segundo trabajo (The Ride) a través de Instagram y Twitter el 23 de marzo de 2016. The Ride se publicó el 27 de mayo de 2016, con la misma voz energética y ritmo indie de la banda. El 3 de junio de 2016, The Ride se posicionó como el número álbum en el ranking de ventas en Reino Unido, alcanzando las 38.000 copias vendidas. El 1 de julio de 2017, Catfish and the Bottlemen fue cabeza de cartel de la primera edición del festival londinense Community, que tuvo lugar en Finsbury Park.

## Miembros
- Van McCann - Voz principal y guitarra rítmica
- Benji Blakeway - Bajo
- Johnny «Bondy» Bond - ex-Guitarra solista
- Bob Hall - ex-baterista

## Giras musicales
- The Balcony Tour (2014 - 2015)
- The Balcony and The Ride Tour (2016 - 2017)
- Revolution Radio Tour (2017), siendo teloneros de Green Day

## Discografía

### Álbumes de estudio
- The Balcony (2014)
- The Ride (2016)
- The Balance (2019)

### EP
- Poetry & Fuel (2009)
- The Beautiful Decay (2010)

### Sencillos
- Homesick (2013)
- Rango (2013)
- Kathleen (2014)
- Cocoon (2014)
- Fallout (2014)
- Pacifier (2014)
- Soundcheck (2016)
- Twice (2016)
- Longshot (2019)
- Fluctuate (2019)